# Hrastovlje
Hrastovlje (italienisch Cristoglie, deutsch veraltet Chrästeirach) ist ein Dorf 14 km östlich von Koper in Slowenien im Trockental der Rižana. Es hat 143 Einwohner. Der Ort lebt hauptsächlich von der Landwirtschaft, vom Weinanbau (Moscato) und vom Tourismus.

## Dreifaltigkeitskirche
Berühmt ist der Ort für die romanische Dreifaltigkeitskirche, die auf einer Anhöhe unweit des Dorfkerns errichtet wurde. Sie wurde neueren Erkenntnissen zufolge Mitte des 15. Jahrhunderts errichtet und nicht, wie die romanisch erscheinende Architektur vermuten lässt, im 12. und 13. Jahrhundert. Im 16. Jahrhundert wurde sie mit einer Wehrmauer als Schutz gegen Türken und Uskoken umgeben.
Das Innere der Kirche ist mit mittelalterlichen Bauernfresken ausgemalt, die 1949 entdeckt und freigelegt wurden. Sie zeigen Szenen aus dem Alten Testament (Schöpfungsgeschichte) und Darstellungen aus dem Leben Jesu. Daneben werden die Heiligen Drei Könige, weitere Heilige und örtliche Honoratioren dargestellt. Bekannt ist die Kirche vor allem für ihr Totentanz-Fresko des istrischen Malers Johannes aus Kastav (1490). Unter ihm befindet sich eine Inschrift in glagolitischer Schrift.

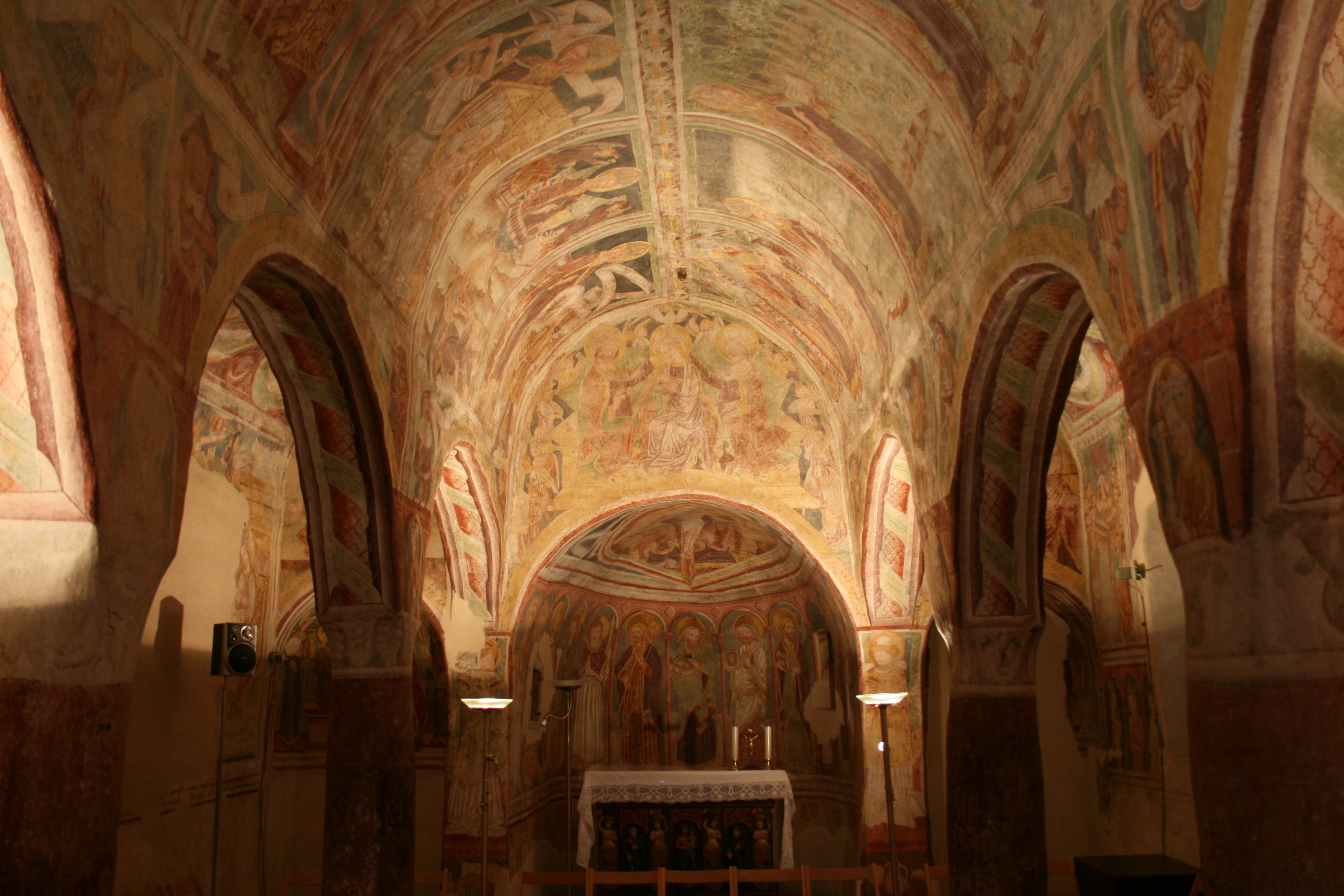
Die Bauernfresken in der Dreifaltigkeitskirche
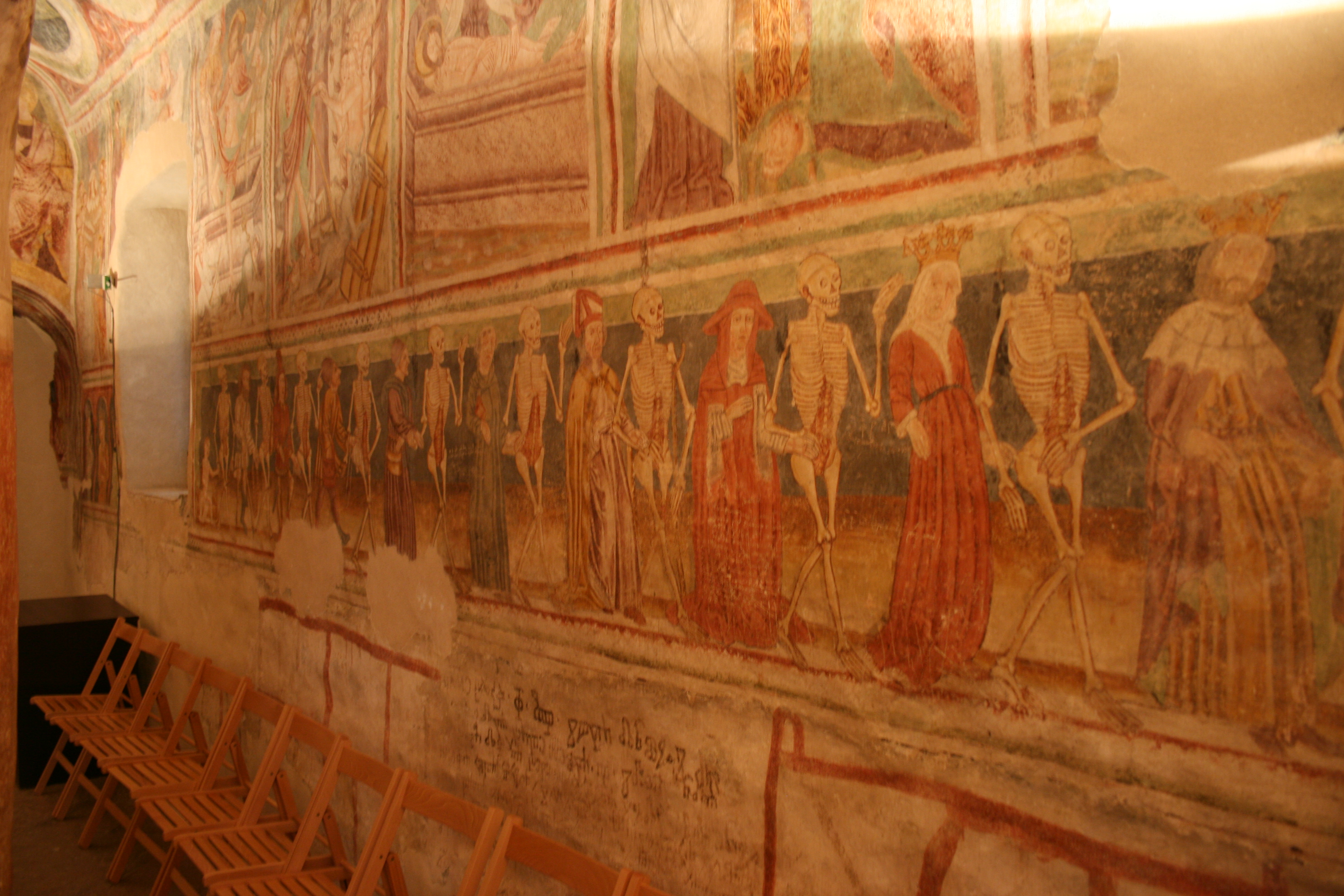
Das berühmte Totentanz-Fresko
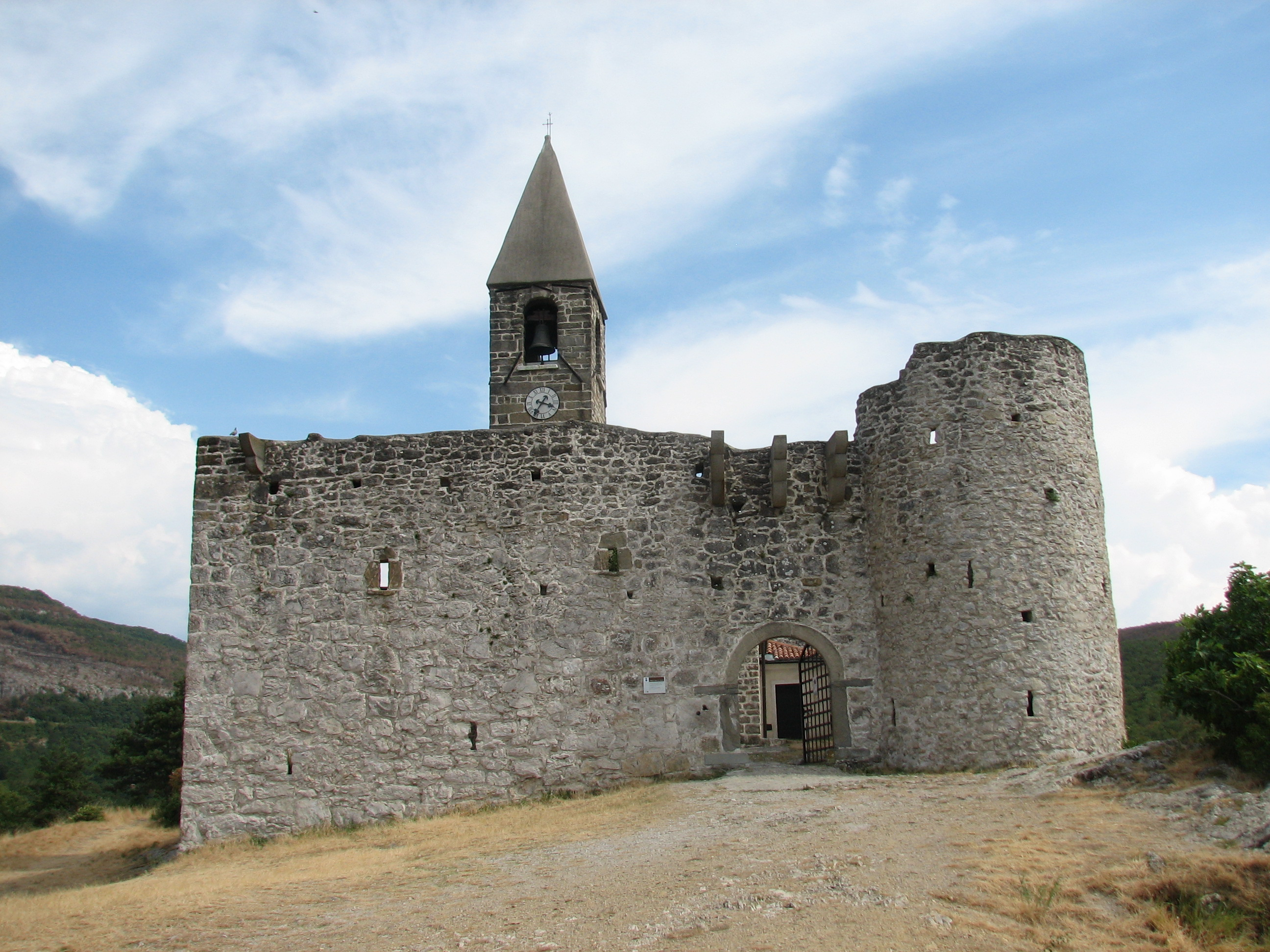
Dreifaltigkeitskirche von Hrastovlje
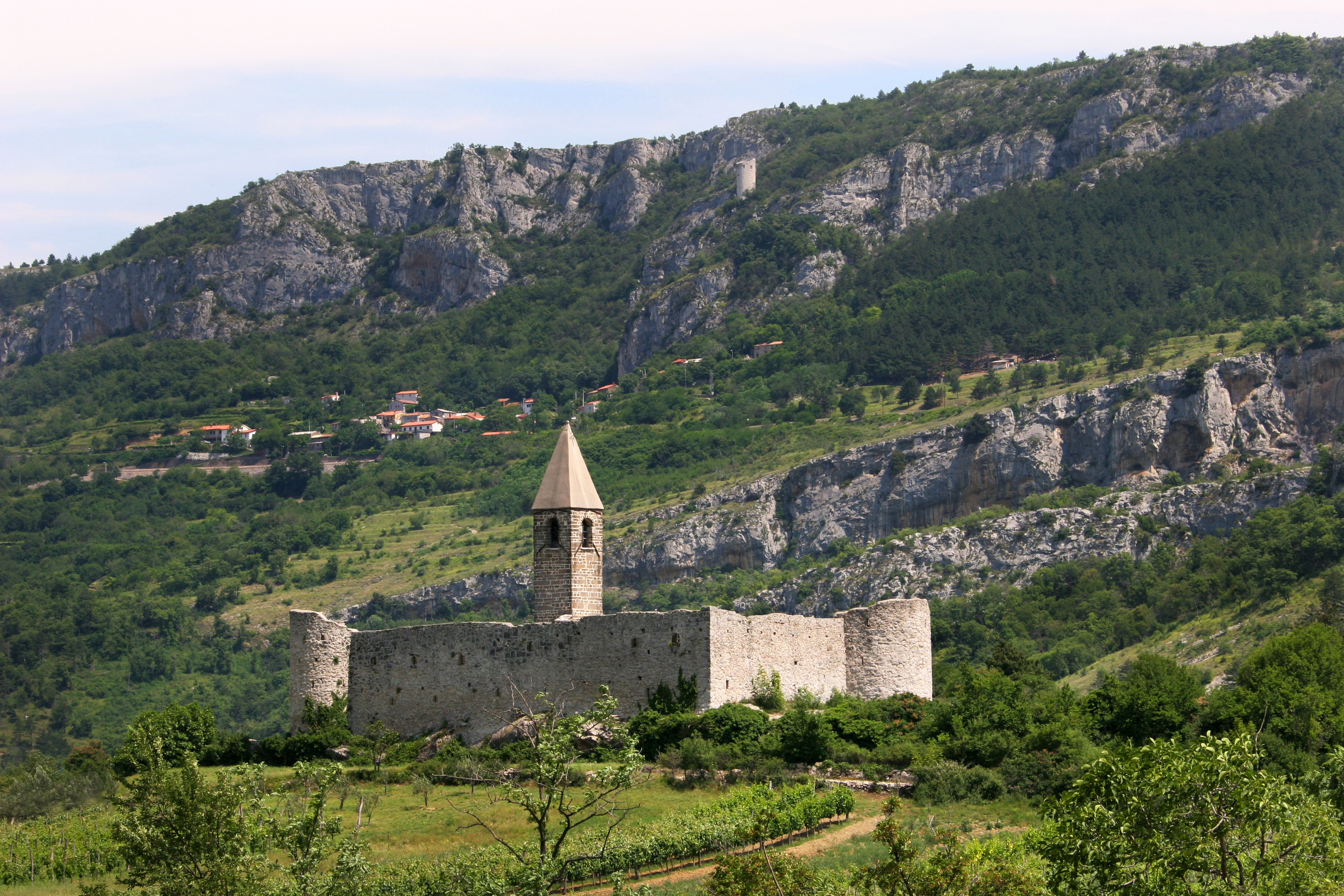
Die felsige Umgebung der Kirche